# Lee Dahyeon
Lee Dahyeon (koreanska: 이다현), född 11 november 2001 i Seoul, är en sydkoreansk professionell damvolleybollspelare. Hon debuterade som proffs för Suwon Hyundai Engineering & Construction Hillstate i sydkoreanska V-League säsongen 2019-20. På landslagsnivå representerar hon sedan 2021 också Sydkoreas damlandslag i volleyboll. Lee Dahyeon position är center och i klubblaget spelar hon med tröja nummer 12. Under KOVO Cup 2021 fick hon pris som turneringens stjärnskott.

## Klubblagskarriär
Suwon Hyundai Engineering & Construction Hillstate (2019- )
- KOVO Cup

Vinnare (1): 2021

## Landslagskarriär
Sydkoreas damlandslag i volleyboll (2021-)